# Louise Hay (Mathematikerin)

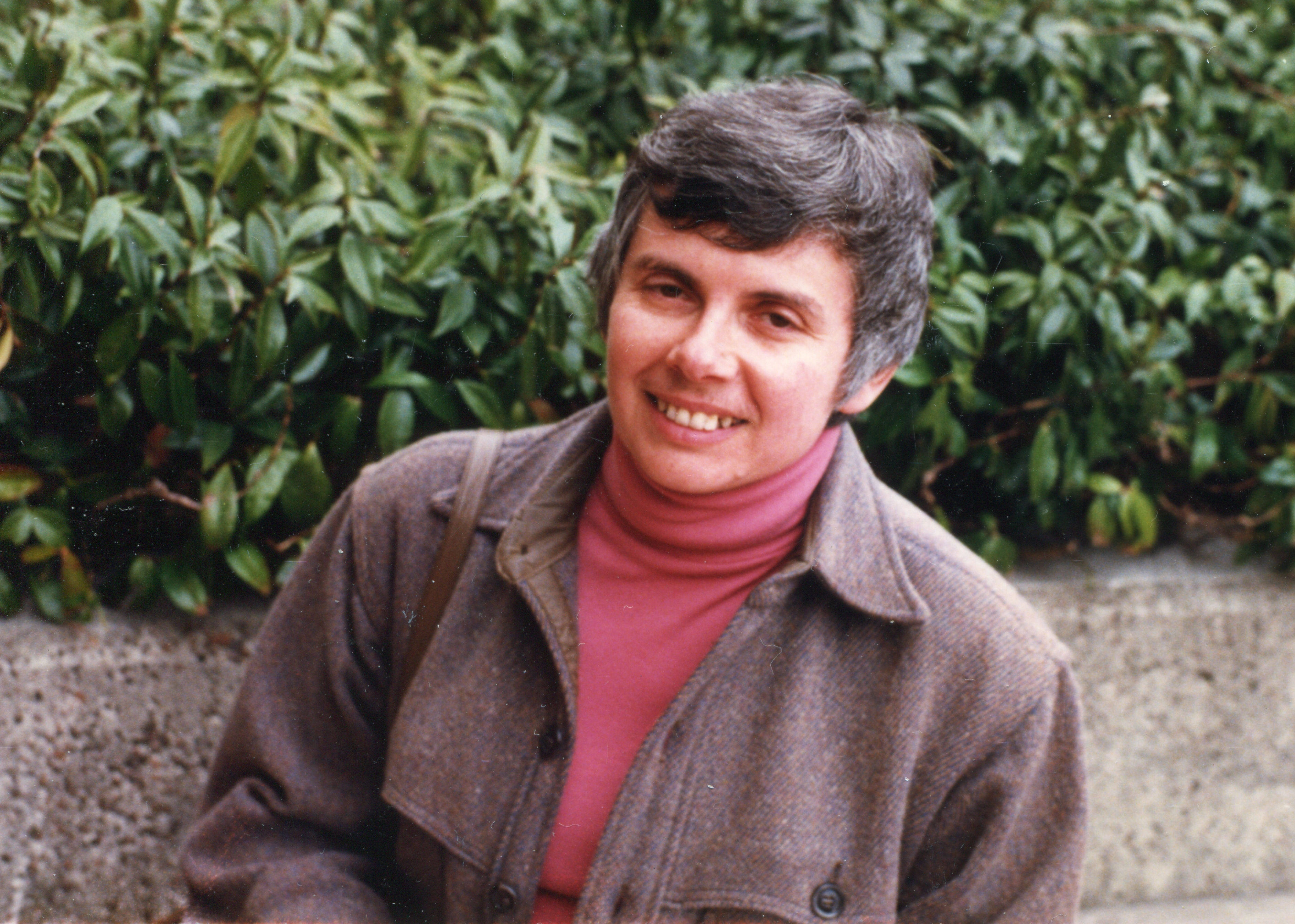
Louise Hay, um 1987

Louise Szmir Hay (* 14. Juni 1935 in Metz, Frankreich; † 28. Oktober 1989 in Oak Park (Illinois), USA) war eine französisch-amerikanische Mathematikerin und Hochschullehrerin. Als sie zur Leiterin der mathematischen Abteilung an der University of Illinois at Chicago ernannt wurde, war sie die einzige Frau, die zu ihrer Zeit eine mathematische Abteilung an einer großen Forschungsuniversität in den USA leitete.

## Leben und Werk
Hay war die Tochter von zwei Kindern von Samuel Szmir und Marjem Szafran. Ihr Vater war aus Polen nach Frankreich ausgewandert und ihre Mutter hatte Polen verlassen, um in Frankreich zu leben. Ihre Mutter starb, als sie drei Jahre alt war. Im März 1944 floh sie mit ihrem Bruder aus dem besetzten Frankreich in die Schweiz. Sie kehrten nach Kriegsende zu ihrem Vater und dessen zweiter Frau nach Frankreich zurück. 1946 wanderten sie und ihre Familie in die Vereinigten Staaten aus. Zu dieser Zeit änderten die Eltern wegen der Aussprache ihren Familiennamen von Szmir in Schmir. Sie lebten in New York City, wo Hay die William Taft High School in der Bronx besuchte. Ihr Mathematiklehrer David Rosenbaum arrangierte, dass sie privaten Mathematikunterricht nahm. Sie erhielt ein Stipendium, das es ihr ermöglichte, einen Abschluss in Mathematik am Swarthmore College zu machen. Im Sommer 1952 arbeitete sie für das National Bureau of Standards und lernte einen Computer zu programmieren. Das wiederum führte dazu, dass sie sich während ihrer Studienzeit mit einem Nebenjob an der Moore School of Electrical Engineering Geld verdienen konnte. Noch als Studentin am Swarthmore College heiratete sie den Psychologiestudenten John Hay. Sie erhielt 1956 ihren mathematischen Abschluss am Swarthmore College.
Sie und ihr Ehemann bekamen Lehrassistentenstellen an der Cornell University. Anschließend blieb Hay am Swarthmore College, um ihr Grundstudium abzuschließen, während ihr Mann nach Ithaca zog, um dort zu forschen. Hay erwarb 1959 einen Master of Arts und erhielt eine Stelle am Oberlin College. In den nächsten Jahren hatte Hay verschiedene Stellen, da sie ihrem Mann folgte. Sowohl Hay als auch ihr Mann arbeiteten ein Jahr lang für das Cornell Aeronautical Laboratory in Buffalo, dann hatte sie eine Teilzeit-Lehrstelle, bevor sie drei Jahre lang als Ausbilderin am Mount Holyoke College arbeitete.
1963 bekam sie einen Sohn und begann ihre Promotion an der Cornell University, während ihr Mann an das Smith College zurückkehrte. 1964 wurden ihre Zwillinge geboren. Mit familiärer Unterstützung durch Haushälterinnen promovierte sie bei Anil Nerode 1965 mit der Dissertation Topics in Recursion Theory: 1. The Co-simple Isols 2. Creative Sets.
Danach forschte sie drei Jahre am Mount Holyoke College als Assistant-Professorin. Sie verbrachte ein Jahr davon als NSF Postdoctoral Fellowship am MIT. 1968 wurde sie als außerordentliche Professorin an die University of Illinois at Chicago berufen. Im selben Jahr endete ihre Ehe mit John Hay.
Hay verbrachte ihre weitere wissenschaftliche Karriere in Chicago an der University of Illinois. 1970 heiratete sie den Mathematiker Richard Larson. Ihr Gesundheitszustand begann sich zu verschlechtern und 1974 wurde bei ihr Krebs diagnostiziert, von dem sie sich vorübergehend erholte. 1975 wurde sie zur ordentlichen Professorin ernannt. Von 1980 bis 1988 war sie Leiterin des Fachbereichs Mathematik. 1988 trat ihre Krebserkrankung jedoch wieder auf und führte im folgenden Jahr zu ihrem Tod.
Sie veröffentlichte Arbeiten zu mathematischer Logik, rekursiver Funktionstheorie und theoretischer Informatik. Sie veröffentlichte 1963 den Artikel Axiomatization of the infinite-valued predicate calculus im Journal of Symbolic Logic. 1965 veröffentlichte sie den Aufsatz On creative sets and indices of partial recurive functions, in dem sie Indizes partieller rekursiver Funktionen und rekursiv aufzählbarer Sets untersuchte.
In ihrer 1975 erschienenen Arbeit Spectra and halting problems befasste sie sich mit Problemen der theoretischen Informatik. In diesem Beitrag stellt sie enge Beziehungen zwischen drei verschiedenen Klassifikationsproblemen her. Dies sind die Klasse der Turingmaschinen, die auf einem Element von A anhalten, die Klasse der rekursiven Mengen, die ein Element von A enthalten, und die Klasse der Spektren von Sätzen erster Ordnung, die ein Element von A enthalten.
1990 richtete die Association of Women in Mathematics, deren Gründungsmitglied Hay war, den Louise Hay Award for Contributions to Mathematics Education ein.